# كارمين ريكو غودوي
كارمين ريكو غودوي (بالإسبانية: Carmen Rico Godoy)‏ هي صحفية وكاتِبة إسبانية، ولدت في 30 أغسطس 1939 في باريس في فرنسا، وتوفيت في 12 سبتمبر 2001 في مدريد في إسبانيا.